# Peñaflor
Peñaflor è un comune spagnolo di 3 728 abitanti situato nella comunità autonoma dell'Andalusia.

## Geografia fisica
È situato sulla sponda destra del Guadalquivir, a valle della confluenza con il Retortillo.